# UDK
UDK株式会社（英: UDK Inc.）は、東京都西東京市に本社を置く、WEBシステム制作・WEBメディア運営会社。2022年設立。

## 沿革
- 2022年

11月19日 ココカシコブログを開設
11月29日 UDK株式会社を設立

## 事業内容
- 旅行業法に基づく旅行業
- ウェブサイトの企画・制作・運営
- 自社ウェブ媒体の運営
- インターネットを利用した各種情報提供サービス